# Grève générale indienne de 2016
La grève générale indienne de 2016 est un mouvement social ayant eu lieu le 2 septembre 2016. Elle s'inscrit dans un mouvement de protestation contre la loi sur le travail portée par le gouvernement de Narendra Modi et son parti, le BJP. Les manifestations qui accompagnent cette grève générale rassemblent, suivant les sources, entre 150 et 180 millions de travailleurs, ce qui en fait le plus grand mouvement social de l'histoire.

## Contexte
Peu avant la grève, le gouvernement décide d'augmenter le salaire minimal de 104 roupies.

## Déroulement
À l'appel de dix, onze ou douze confédérations syndicales, les travailleurs indiens sont invités à une journée de grève le 2 septembre 2016, et à l'organisation de manifestations dans tout le pays. Les revendications des manifestants portent sur le refus de l’assouplissement prévu des règles de licenciement, ainsi que sur une augmentation conséquente du salaire minimum et des retraites les plus modestes ; les manifestants réclament un salaire minimum de 270 dollars par mois, une sécurité sociale universelle et une limitation des investissements étrangers dans les secteurs bancaire, de la Défense et des transports ferroviaires[réf. souhaitée].
La grève est particulièrement suivie dans les domaines bancaire, scolaire, postal, minier et de la construction, ainsi que dans les télécommunications et les services de santé[réf. souhaitée] ; de très nombreuses usines et centrales électriques sont à l'arrêt, ainsi que les réseaux de transport urbains de nombreuses villes. De nombreux réseaux de transports en commun, notamment d'autobus, sont à l'arrêt. De nombreux établissements scolaires sont préventivement fermés.
Le nombre de manifestants est estimé entre 150 millions de personnes, ce qui en fait de très loin le plus important mouvement social de l'histoire de l'humanité. Le coût de la grève, compte tenu des journées non travaillées, est estimé à 2,7 milliards de dollars ou encore 180 milliards d de roupies.

## Suites
Les 8 et 9 janvier 2019, un nouveau mouvement de grève est suivi par 150 à 200 millions de travailleurs.